# Lindji (peuple)
Les Lindji sont un peuple d'Afrique centrale présent au Cabinda. Ils constituent un sous-groupe de l'ensemble culturel Kongo.

## Ethnonymie
Selon les sources, on observe quelques variantes : Balindji, Balinji, Lindji.
Les Lindji présents au Congo Brazzaville et au Cabinda. Les Woyo, peuple du Cabinda et de la république démocratique du Congo, par les similitudes spirituelles et politiques qu'ils présentent, sont les plus proches du peuple Vili voisin.